# Julian Eggebrecht
A német Julian Eggebrecht (szül. 1969 v. 1970. július 22. Hildesheim) a videójáték-iparban tevékenykedik cégvezetőként, producerként. Leginkább arról ismert, hogy a nagymúltú német-amerikai szoftverház, a Factor 5 társ-alapítója és korábban kreatív igazgatója volt.

## Magánélete
A hildesheimi Julian Eggebrecht szülei, Dr. Eva és Prof. Dr. Arne Eggebrecht mindketten régészek voltak és Juliant is tudományos pályára szánták, legalább egy doktorival. Őt azonban a videójátékok sokkal jobban érdekelték és már a kezdetektől dolgozott - még középiskolásként - a Rainbow Arts, illetve a Factor 5 szoftverfejlesztő cégeknek. Az érettségi után két évig filmkészítést tanult, mely miatt elköltözött Münchenbe. A lelkes Star Wars rajongó végül mégis csak visszatalált a játékkonzolokhoz, édesanyját azonban sokkolta, hogy a "lövöldözős" szakma mellett tette le a voksát. "Eggebrecht" jelenleg Kaliforniában él, egyike a legkeresettebb videójáték-fejlesztőknek és kulcsfigurája a játékkonzolok csatájának a piacon.

## Tevékenységei

### Light Circle - demoscene
Eggebrecht 1987-ben alapító tagja volt - a kezdetben Light Circle néven indult kölni demó csapatnak. Amigára, illetve Atari ST-re fejlesztettek. Amikor az első igazán komoly demójukat, a Katakist készítették, akkor merült fel bennük a névváltoztatás ötlete. Arra gondoltak, hogy a "Light Circle" nem csengene jól és valami nem egészen legális tartalomra utalna. Mivel öten voltak akkor, ezért lettek "Factor 5". Innentől ezen a néven jegyezték a kiadott videójátékaikat.

### Factor 5 - az első játékok
A legsikeresebb és máig népszerű játékuk a Turrican-sorozat volt, de érdemes megemlíteni a demóból indult, de játékká fejlesztett Katakist is, mint első sikert. Az akkori kiadójuk, a Softgold volt az amerikai LucasArts németországi forgalmazója, melynek számos játékát ültették át német nyelvre. 1991-től kezdődően fejlesztettek játékkonzolokra is, úgymint: NES, Mega Drive, majd GameCube.

### Amerika - konzolok
1996-ra a LucasArts lett a legnagyobb ügyfelük és egyre több gondot jelentett a munkaanyagok egymás közötti megosztása (akkor még messze nem volt ilyen sávszélességű az internet, mint ma). Eggebrecht végül úgy döntött, hogy az egész cégét átköltözteti Kölnből Kaliforniába. A Factor 5 hamarosan a Nintendo technológiai partnere lett és elkészítették a Nintendo 64 hangjának fejlesztési szoftverét, továbbá számos alapvető fejlesztést GameCube, illetve Wii konzolokhoz. Eggebrecht tagja volt a Sony PS3 toolset csapatának. Vezetésével a Factor 5 kifejlesztette az eredeti nevén MOsys FX Surround (később: MoSys FX, majd végül: MusyX) videójáték audiovizuális technológiát.

### Újságírás, közszereplés
1993 és 2000 között a Total! című német nyelvű videójáték magazin szabadúszó munkatársa volt.
2007 júliusában a lipcsei Games Convention videójáték-fejlesztői konferencián felszólalt és kritizálta a szórakoztató szoftvereket minősítő tanács (ESRB) "bizarr" videójáték-értékelési gyakorlatát a Lair nevű játékuk fejlesztése kapcsán. Felszólított a meglévő eljárás fejlesztésére, a mozifilmek mintájára.

### Megszűnés, majd újjáéledés
A Factor 5 2008-ban pénzügyi nehézségek miatt beszüntette működését.
2010-ben, szintén Kaliforniában Eggebrecht és több korábbi Factor 5 alkalmazott megalapította a TouchFactor mobiltelefon játékfejlesztő stúdiót.
2017-ben aztán újjászületett a Factor 5 cég és Eggebrecht visszavásárolta a Turrican franchise-hoz fűződő jogokat.
2019-ben Eggebrecht csatlakozott az Epic Games-hez, mint Online Technológia igazgató.

## External links
- Julian Eggebrecht a Twitteren
- Julian Eggebrecht az Internet Movie Database oldalon (angolul)
- Julian Eggebrecht at MobyGames